# Elizabeth Butler-Sloss
Ann Elizabeth Oldfield Butler-Sloss, Baronesa Butler-Sloss, GBE, PC (Buckinghamshire, 10 de agosto de 1933), é uma magistrada britânica. Ela foi a primeira mulher a ocupar o cargo de Chefe da Corte de Apelação e, até 2004, a que alcançou a mais alta instância judiciária do Reino Unido. Até junho de 2007, ela presidiu os inquéritos sobre as mortes de Diana, Princesa de Gales e Dodi Al-Fayed. A partir dessa data, o inquérito passou a ser conduzido pelo juiz Scott Baker.

## Biografia
Filha de Sir Cecil Havers, juiz da Alta Corte de Justiça, e de Enid Flo Havers, Elizabeth é irmã do falecido e controverso Lord Chancellor Michael Havers e tia do ator Nigel Havers e do advogado Philip Havers. Foi educada na "Broomfield House School", em Kew, a oeste de Londres, e na "Wycombe Abbey School", um internato e colégio para moças em High Wycombe, Buckinghamshire. Após concluir o ensino médio, ingressou na Universidade de Lausanne, mas abandonou o curso um ano depois, quando sua mãe adoeceu seriamente. Mesmo sem um diploma universitário, ela pôde legalmente ingressar na carreira jurídica.
Elizabeth foi a candidata conservadora pelo distrito de Vauxhall às eleições gerais de 1959, onde recebeu 38% dos votos mas terminou derrotada pelo parlamentar trabalhista George Strauss.

## Carreira jurídica
Elizabeth Butler-Sloss recebeu o call to the bar do Inner Temple em 1955. Em 1958, ela se casou com Joseph Butler-Sloss. Foi nomeada registradora no Registro Principal da Divisão de Família em 1970 e, em 1979, tornou-se a quarta mulher a ser nomeada juíza da Alta Corte, depois de Elizabeth Lane, Rose Heilbron e Margaret Booth. Assim como todas as juízas anteriores da Alta Corte, ela foi designada para a Divisão de Família. Ela também foi feita Dama-Comendadora da Ordem do Império Britânico (DBE).
Em 1988, Elizabeth tornou-se a primeira mulher nomeada como juíza da Corte de Apelação (Lord Justice of Appeal), tendo presidido o inquérito sobre abuso infantil de Cleveland no ano anterior. Em 1999, ela tornou-se presidente da Divisão de Família da Alta Corte de Justiça, a primeira mulher a ocupar esta posição e o mais alto escalão já ocupado por uma juíza no Reino Unido até Brenda Hale tornar-se a primeira mulher law Lords, em janeiro de 2004. Ela era conhecida oficialmente como "Lord Justice Butler-Sloss" ("Senhor Juiz Butler-Sloss") até que Tom Bingham, então Master of the Rolls, emitiu um protocolo suplementar em 1994 que permitiu a ela ser referida oficialmente "Lady Justice Butler-Sloss". Elizabeth foi elevada ao posto de Dama-Grã-Cruz da Ordem do Império Britânico (GBE) em 2005.
Em 3 de maio de 2006, foi anunciado pela Comissão de Nomeações da Câmara dos Lordes que ela seria um dos sete novos pares vitalícios - os chamados "pares do povo". Ela foi criada Baronesa Butler-Sloss, de Marsh Green, no condado de Devon, em 13 de junho de 2006, tomando assento na Câmara dos Lordes como crossbencher. Em 4 de agosto de 2006, foi nomeada para a Corte de Causas Eclesiásticas Reservadas por um período de cinco anos.
Em 7 de setembro de 2006, ela foi nomeada subinvestigadora da Casa da Rainha e subinvestigadora assistente para Surrey, com o propósito de inquirir as testemunhas no inquérito sobre a morte de Diana, Princesa de Gales.
Em 2 de Março de 2007, foi nomeada subinvestigadora assistente para o Inner West London, com o objetivo de transferir a jurisdição do inquérito para aquela localidade para que o processo seguisse nas Reais Cortes de Justiça. Entretanto, em 24 de abril de 2007, ela anunciou que deixaria o cargo em junho, alegando não ter a experiência necessária para lidar com um inquérito com um júri. A função foi então transferida para o juiz Scott Baker. Elizabeth resolveu abandonar o caso após a Alta Corte de Justiça anular sua decisão inicial de conduzir o inquérito sem um júri.
Em 8 de julho de 2014, foi anunciado que a Baronesa Butler-Sloss presidiria o inquérito de larga escala sobre casos de abuso sexual infantil em décadas anteriores. No entanto, poucos dias depois, em 14 de julho, ela desistiu da incumbência por pressão dos grupos de vítimas e de parlamentares, que colocavam em dúvida sua isenção para conduzir o caso, visto que seu irmão era o Procurador-Geral à época de alguns dos abusos em questão. Outro fator foi sua relutância em incluir no inquérito menção ao ex-bispo anglicano Peter Ball.

## Vida pessoal
Ela e o marido, Joseph William Alexander Butler-Sloss, têm dois filhos:
- Hon. Frances Ann Josephine Butler-Sloss (atualmente Richmond) - 13 de outubro de 1959
- Hon. Robert Joseph Neville Galmoye Butler-Sloss - 15 de julho de 1962

A baronesa Butler-Sloss é uma anglicana praticante. Em 2002, ela presidiu as nomeações da Coroa encarregadas da escolha do novo arcebispo de Cantuária. Foi Presidente do Conselho Consultivo da Catedral de São Paulo de 2000 a 2009. Atualmente ela preside a Comissão de Religião e Crença na Vida Pública Britânica.